# Szenegál a 2016. évi nyári olimpiai játékokon
Szenegál a brazíliai Rio de Janeiróban megrendezett 2016. évi nyári olimpiai játékok egyik részt vevő nemzete volt. Az országot az olimpián 8 sportágban 22 sportoló képviselte, akik érmet nem szereztek.

## Atlétika
Férfi
| Versenyző      | Versenyszám | Előfutam | Előfutam | Előfutam | Elődöntő | Elődöntő | Elődöntő | Döntő   | Döntő    |
| Versenyző      | Versenyszám | Idő      | Hely.    | Össz.    | Idő      | Hely.    | Össz.    | Idő     | Helyezés |
| -------------- | ----------- | -------- | -------- | -------- | -------- | -------- | -------- | ------- | -------- |
| Amadou N'Diaye | 400 m gát   | 49,91    | 6.       | 34.      | kiesett  | kiesett  | kiesett  | kiesett | kiesett  |

Női
| Versenyző | Versenyszám   | Selejtező | Selejtező | Döntő    | Döntő    |
| Versenyző | Versenyszám   | Eredmény  | Helyezés  | Eredmény | Helyezés |
| --------- | ------------- | --------- | --------- | -------- | -------- |
| Amy Sène  | Kalapácsvetés | 64,83 m   | 25.       | kiesett  | kiesett  |

## Birkózás

### Férfi
Szabadfogású
| Versenyző    | Versenyszám | Selejtező                         | Nyolcaddöntő             | Negyeddöntő       | Elődöntő          | Vigaszág első kör | Vigaszág elődöntő | Bronz- mérkőzés   | Döntő             | Helyezés |
| Versenyző    | Versenyszám | Ellenfél Eredmény                 | Ellenfél Eredmény        | Ellenfél Eredmény | Ellenfél Eredmény | Ellenfél Eredmény | Ellenfél Eredmény | Ellenfél Eredmény | Ellenfél Eredmény | Helyezés |
| ------------ | ----------- | --------------------------------- | ------------------------ | ----------------- | ----------------- | ----------------- | ----------------- | ----------------- | ----------------- | -------- |
| Adama Diatta | 57 kg       | Erdenebatyn Bekhbayar (MGL) · 3–3 | Yowlys Bonne (CUB) · 4–7 | kiesett           | kiesett           | kiesett           | kiesett           | kiesett           | kiesett           | 10.      |

### Női
Szabadfogású
| Versenyző       | Versenyszám | Selejtező         | Nyolcaddöntő                         | Negyeddöntő               | Elődöntő          | Vigaszág első kör | Vigaszág elődöntő            | Bronz- mérkőzés   | Döntő             | Helyezés |
| Versenyző       | Versenyszám | Ellenfél Eredmény | Ellenfél Eredmény                    | Ellenfél Eredmény         | Ellenfél Eredmény | Ellenfél Eredmény | Ellenfél Eredmény            | Ellenfél Eredmény | Ellenfél Eredmény | Helyezés |
| --------------- | ----------- | ----------------- | ------------------------------------ | ------------------------- | ----------------- | ----------------- | ---------------------------- | ----------------- | ----------------- | -------- |
| Isabelle Sambou | 53 kg       | erőnyerő          | Nguyễn Thị Lụa (VIE) · kétvállas 5–0 | Josida Szaori (JPN) · 0–9 |                   |                   | Natalja Szinisin (AZE) · 0–4 | kiesett           |                   | 8.       |

## Cselgáncs
Női
| Versenyző         | Versenyszám | Selejtező                            | Nyolcaddöntő      | Negyeddöntő       | Elődöntő          | Vigaszág elődöntő | Bronz- mérkőzés   | Döntő             | Helyezés |
| Versenyző         | Versenyszám | Ellenfél Eredmény                    | Ellenfél Eredmény | Ellenfél Eredmény | Ellenfél Eredmény | Ellenfél Eredmény | Ellenfél Eredmény | Ellenfél Eredmény | Helyezés |
| ----------------- | ----------- | ------------------------------------ | ----------------- | ----------------- | ----------------- | ----------------- | ----------------- | ----------------- | -------- |
| Hortence Diédhiou | Könnyűsúly  | Sanne Verhagen (NED) · 000(0)–100(0) | kiesett           | kiesett           | kiesett           |                   |                   |                   | 17.      |

## Kajak-kenu

### Szlalom
Férfi
| Versenyző           | Versenyszám | Selejtező | Selejtező | Selejtező | Selejtező | Selejtező     | Selejtező     | Elődöntő | Elődöntő | Döntő   | Döntő    |
| Versenyző           | Versenyszám | 1. futam  | 1. futam  | 2. futam  | 2. futam  | Jobb eredmény | Jobb eredmény | Elődöntő | Elődöntő | Döntő   | Döntő    |
| Versenyző           | Versenyszám | Pont      | Hely.     | Pont      | Hely.     | Pont          | Hely.         | Pont     | Hely.    | Pont    | Helyezés |
| ------------------- | ----------- | --------- | --------- | --------- | --------- | ------------- | ------------- | -------- | -------- | ------- | -------- |
| Jean-Pierre Bourhis | Kenu egyes  | 110,94    | 16.       | 109,27    | 15.       | 109,27        | 18.           | kiesett  | kiesett  | kiesett | kiesett  |

## Kosárlabda

### Női
| Szenegáli női kosárlabdacsapat-játékoskeret                                                         | Szenegáli női kosárlabdacsapat-játékoskeret                                          |
| --------------------------------------------------------------------------------------------------- | ------------------------------------------------------------------------------------ |
| - Maimouna Diarra - Fatou Dieng - Bintou Diémé - Mame Diodio Diouf - Aïda Fall - Marie-Sadio Rosche | - Mame-Marie Sy - Oumoul Thiam - Astou Traoré - Aya Traoré - Oumou Touré - Lala Wane |

#### Eredmények
Csoportkör
B csoport
| Hely. | Csapat           | M | Gy | V | P+  | P–  | Pk   | P  |
| ----- | ---------------- | - | -- | - | --- | --- | ---- | -- |
| 1.    | Egyesült Államok | 5 | 5  | 0 | 520 | 316 | +204 | 10 |
| 2.    | Spanyolország    | 5 | 4  | 1 | 387 | 333 | +54  | 9  |
| 3.    | Kanada           | 5 | 3  | 2 | 340 | 347 | −7   | 8  |
| 4.    | Szerbia          | 5 | 2  | 3 | 385 | 406 | −21  | 7  |
| 5.    | Kína             | 5 | 1  | 4 | 371 | 428 | −57  | 6  |
| 6.    | Szenegál         | 5 | 0  | 5 | 309 | 482 | −173 | 5  |

| 2016. augusztus 7. 12:00 (17:00) | Egyesült Államok (USA)                  | 121–56    | Szenegál             | Youth Arena, Rio de Janeiro Nézőszám: 2219 Játékvezetők: Cristiano Maranho (BRA), Ahmed Al-Bulushi (OMA), Nadege Zouzou (CIV) |
| 2016. augusztus 7. 12:00 (17:00) | (35–9, 29–12, 30–17, 27–18) Jegyzőkönyv |           |                      | Youth Arena, Rio de Janeiro Nézőszám: 2219 Játékvezetők: Cristiano Maranho (BRA), Ahmed Al-Bulushi (OMA), Nadege Zouzou (CIV) |
| 2016. augusztus 7. 12:00 (17:00) | három játékos 15                        | Pont      | Dieng 10             | Youth Arena, Rio de Janeiro Nézőszám: 2219 Játékvezetők: Cristiano Maranho (BRA), Ahmed Al-Bulushi (OMA), Nadege Zouzou (CIV) |
| 2016. augusztus 7. 12:00 (17:00) | Fowles, Griner 7                        | Lepattanó | Diarra, Ay. Traoré 5 | Youth Arena, Rio de Janeiro Nézőszám: 2219 Játékvezetők: Cristiano Maranho (BRA), Ahmed Al-Bulushi (OMA), Nadege Zouzou (CIV) |
| 2016. augusztus 7. 12:00 (17:00) | Bird 8                                  | Gólpassz  | Dieng 4              | Youth Arena, Rio de Janeiro Nézőszám: 2219 Játékvezetők: Cristiano Maranho (BRA), Ahmed Al-Bulushi (OMA), Nadege Zouzou (CIV) |

| 2016. augusztus 8. 19:45 (00:45) | Szenegál (SEN)                           | 64–101    | Kína                                      | Youth Arena, Rio de Janeiro Nézőszám: 2907 Játékvezetők: Karen Lasuik (CAN), Carlos Júlio (ANG), Chahinaz Boussetta (MAR) |
| 2016. augusztus 8. 19:45 (00:45) | (21–26, 17–21, 15–26, 11–28) Jegyzőkönyv |           |                                           | Youth Arena, Rio de Janeiro Nézőszám: 2907 Játékvezetők: Karen Lasuik (CAN), Carlos Júlio (ANG), Chahinaz Boussetta (MAR) |
| 2016. augusztus 8. 19:45 (00:45) | As. Traoré 16                            | Pont      | Sao (Shao), Szun Meng-zs. (Sun Mengr.) 17 | Youth Arena, Rio de Janeiro Nézőszám: 2907 Játékvezetők: Karen Lasuik (CAN), Carlos Júlio (ANG), Chahinaz Boussetta (MAR) |
| 2016. augusztus 8. 19:45 (00:45) | Diarra 8                                 | Lepattanó | Lu 7                                      | Youth Arena, Rio de Janeiro Nézőszám: 2907 Játékvezetők: Karen Lasuik (CAN), Carlos Júlio (ANG), Chahinaz Boussetta (MAR) |
| 2016. augusztus 8. 19:45 (00:45) | Dieng 4                                  | Gólpassz  | Csao (Zhao) 6                             | Youth Arena, Rio de Janeiro Nézőszám: 2907 Játékvezetők: Karen Lasuik (CAN), Carlos Júlio (ANG), Chahinaz Boussetta (MAR) |

| 2016. augusztus 10. 17:45 (22:45) | Szenegál (SEN)                           | 58–68     | Kanada     | Youth Arena, Rio de Janeiro Nézőszám: 2640 Játékvezetők: Anne Panther (GER), Carlos Júlio (ANG), Ahmed Al-Bulushi (OMA) |
| 2016. augusztus 10. 17:45 (22:45) | (10–17, 14–16, 17–22, 17–13) Jegyzőkönyv |           |            | Youth Arena, Rio de Janeiro Nézőszám: 2640 Játékvezetők: Anne Panther (GER), Carlos Júlio (ANG), Ahmed Al-Bulushi (OMA) |
| 2016. augusztus 10. 17:45 (22:45) | Traore 24                                | Pont      | Nurse 14   | Youth Arena, Rio de Janeiro Nézőszám: 2640 Játékvezetők: Anne Panther (GER), Carlos Júlio (ANG), Ahmed Al-Bulushi (OMA) |
| 2016. augusztus 10. 17:45 (22:45) | Diarra 9                                 | Lepattanó | Tatham 10  | Youth Arena, Rio de Janeiro Nézőszám: 2640 Játékvezetők: Anne Panther (GER), Carlos Júlio (ANG), Ahmed Al-Bulushi (OMA) |
| 2016. augusztus 10. 17:45 (22:45) | Diémé 6                                  | Gólpassz  | Langolis 6 | Youth Arena, Rio de Janeiro Nézőszám: 2640 Játékvezetők: Anne Panther (GER), Carlos Júlio (ANG), Ahmed Al-Bulushi (OMA) |

| 2016. augusztus 12. 17:45 (22:45) | Spanyolország (ESP)                     | 97–43     | Szenegál        | Youth Arena, Rio de Janeiro Nézőszám: 3329 Játékvezetők: Scott Beker (AUS), Leandro Lezcano (ARG), Chahinaz Boussetta (MAR) |
| 2016. augusztus 12. 17:45 (22:45) | (26–11, 20–8, 25–13, 26–11) Jegyzőkönyv |           |                 | Youth Arena, Rio de Janeiro Nézőszám: 3329 Játékvezetők: Scott Beker (AUS), Leandro Lezcano (ARG), Chahinaz Boussetta (MAR) |
| 2016. augusztus 12. 17:45 (22:45) | Torrens 14                              | Pont      | Sy 16           | Youth Arena, Rio de Janeiro Nézőszám: 3329 Játékvezetők: Scott Beker (AUS), Leandro Lezcano (ARG), Chahinaz Boussetta (MAR) |
| 2016. augusztus 12. 17:45 (22:45) | Nicholls 7                              | Lepattanó | Diarra 6        | Youth Arena, Rio de Janeiro Nézőszám: 3329 Játékvezetők: Scott Beker (AUS), Leandro Lezcano (ARG), Chahinaz Boussetta (MAR) |
| 2016. augusztus 12. 17:45 (22:45) | négy játékos 5                          | Gólpassz  | három játékos 2 | Youth Arena, Rio de Janeiro Nézőszám: 3329 Játékvezetők: Scott Beker (AUS), Leandro Lezcano (ARG), Chahinaz Boussetta (MAR) |

| 2016. augusztus 14. 15:30 (20:30) | Szenegál (SEN)                           | 88–95     | Szerbia      | Youth Arena, Rio de Janeiro Nézőszám: 3113 Játékvezetők: Eddie Viator (FRA), Piotr Pastusiak (POL), Hvang Inthe (Hwang In-tae) (KOR) |
| 2016. augusztus 14. 15:30 (20:30) | (15–27, 28–28, 23–21, 22–19) Jegyzőkönyv |           |              | Youth Arena, Rio de Janeiro Nézőszám: 3113 Játékvezetők: Eddie Viator (FRA), Piotr Pastusiak (POL), Hvang Inthe (Hwang In-tae) (KOR) |
| 2016. augusztus 14. 15:30 (20:30) | As. Traoré 30                            | Pont      | Petrović 20  | Youth Arena, Rio de Janeiro Nézőszám: 3113 Játékvezetők: Eddie Viator (FRA), Piotr Pastusiak (POL), Hvang Inthe (Hwang In-tae) (KOR) |
| 2016. augusztus 14. 15:30 (20:30) | As. Traoré 8                             | Lepattanó | Page 8       | Youth Arena, Rio de Janeiro Nézőszám: 3113 Játékvezetők: Eddie Viator (FRA), Piotr Pastusiak (POL), Hvang Inthe (Hwang In-tae) (KOR) |
| 2016. augusztus 14. 15:30 (20:30) | Diouf 8                                  | Gólpassz  | A. Dabović 8 | Youth Arena, Rio de Janeiro Nézőszám: 3113 Játékvezetők: Eddie Viator (FRA), Piotr Pastusiak (POL), Hvang Inthe (Hwang In-tae) (KOR) |

| Csapat         | Helyezés |
| -------------- | -------- |
| Szenegál (SEN) | 12.      |

## Taekwondo
Férfi
| Versenyző   | Versenyszám | Nyolcaddöntő              | Negyeddöntő       | Elődöntő          | Vigaszág elődöntő | Bronz- mérkőzés   | Döntő             | Helyezés |
| Versenyző   | Versenyszám | Ellenfél Eredmény         | Ellenfél Eredmény | Ellenfél Eredmény | Ellenfél Eredmény | Ellenfél Eredmény | Ellenfél Eredmény | Helyezés |
| ----------- | ----------- | ------------------------- | ----------------- | ----------------- | ----------------- | ----------------- | ----------------- | -------- |
| Balla Dièye | Pehelysúly  | Karol Robak (POL) · 12-15 | kiesett           | kiesett           |                   |                   |                   | 11.      |

## Úszás
Férfi
| Versenyző    | Versenyszám | Előfutam | Előfutam | Előfutam | Elődöntő | Elődöntő | Elődöntő | Döntő   | Döntő    |
| Versenyző    | Versenyszám | Idő      | Hely.    | Össz.    | Idő      | Hely.    | Össz.    | Idő     | Helyezés |
| ------------ | ----------- | -------- | -------- | -------- | -------- | -------- | -------- | ------- | -------- |
| Abdoul Niane | 50 m gyors  | 23,66    | 1.       | 48.      | kiesett  | kiesett  | kiesett  | kiesett | kiesett  |

Női
| Versenyző      | Versenyszám | Előfutam | Előfutam | Előfutam | Elődöntő | Elődöntő | Elődöntő | Döntő   | Döntő    |
| Versenyző      | Versenyszám | Idő      | Hely.    | Össz.    | Idő      | Hely.    | Össz.    | Idő     | Helyezés |
| -------------- | ----------- | -------- | -------- | -------- | -------- | -------- | -------- | ------- | -------- |
| Awa Ly N'diaye | 50 m gyors  | kizárták | kizárták | kizárták | kiesett  | kiesett  | kiesett  | kiesett | kiesett  |

## Vívás
Férfi
| Versenyző         | Versenyszám       | Selejtező         | 32-es főtábla             | Nyolcaddöntő      | Negyeddöntő       | Elődöntő          | Bronz- mérkőzés   | Döntő             | Helyezés |
| Versenyző         | Versenyszám       | Ellenfél Eredmény | Ellenfél Eredmény         | Ellenfél Eredmény | Ellenfél Eredmény | Ellenfél Eredmény | Ellenfél Eredmény | Ellenfél Eredmény | Helyezés |
| ----------------- | ----------------- | ----------------- | ------------------------- | ----------------- | ----------------- | ----------------- | ----------------- | ----------------- | -------- |
| Alexandre Bouzaid | Párbajtőr, egyéni | erőnyerő          | Boczkó Gábor (HUN) · 9-15 | kiesett           | kiesett           | kiesett           | kiesett           | kiesett           | 23.      |